# 이쁜 것들이 되어라
"이쁜 것들이 되어라"는 2014년에 개봉한 대한민국의 멜로/로맨스 코미디 영화이다.
10년째 고시생 생활은 하는 정겨운(한정도)과 아버지의 두 집 살림으로 남매 아닌 남매가 될 뻔 한 윤승아(채경희)의 문제적 로맨스 영화이다.
한승훈 감독의 영화로 출연은 정겨운, 정인기, 윤승아 등이 있다.

## 캐스팅
- 정겨운 : 한정도 역
- 정인기 : 한재웅 역
- 윤승아 : 채경희 역
- 임현성 : 만기 역
- 이지연 : 진경 역
- 이선주 : 엄마 역
- 손민지 : 슬예 역
- 윤찬영 : 어린 한정도 역
- 권혁준 : 병록 역
- 박소담 : 은선 역
- 신수연 : 어린 채경희 역
- 문서연 : 과외 선생님 역
- 김영웅 : 슬예 아빠 (목소리) 역
- 박헌수 : 진경 아빠 역 (특별출연)
- 이종국 : 교장선생님 역 (특별출연)
- 김희창 : 부동산 아저씨 역 (특별출연)
- 우문기 : 택시기사 역 (특별출연)